# Profesor Bell
Profesor Bell (fr. Professeur Bell) – francuska seria komiksowa autorstwa Joanna Sfara (scenariusz całości i rysunki do tomów 1 i 2) i Hervé Tanquerelle'a (rysunki do tomów 3–5), wydana w oryginale w latach 1999–2006 przez wydawnictwo Delcourt. Polskie tłumaczenie ukazało się nakładem wydawnictwa Timof i cisi wspólnicy w ramach imprintu Mroja Press.

## Fabuła
Akcja serii, utrzymana w konwencji czarnego humoru, toczy się pod koniec XIX w. i opowiada o przygodach angielskiego detektywa Josepha Bella, będącego pierwowzorem postaci Sherlocka Holmesa stworzonej przez Arthura Conana Doyle’a. Zagadki rozwiązywane w komiksie przez Bella mają charakter paranormalny, a śledztwa prowadzą go do różnych krajów.

## Tomy
| Tom | Tytuł i rok wydania polskiego | Tytuł i rok wydania oryginalnego | Uwagi                                                     |
| --- | ----------------------------- | -------------------------------- | --------------------------------------------------------- |
| 1   | Dwugłowy Meksykanin (2010)    | Le Mexicain à deux têtes (1999)  | Tomy ukazały się po polsku w podwójnym albumie zbiorczym. |
| 2   | Lalki Jerozolimy (2010)       | Lalki Jerozolimy (2000)          | Tomy ukazały się po polsku w podwójnym albumie zbiorczym. |
| 3   | Frachtowiec króla małp (2012) | Le Cargo du roi singe (2002)     | Tomy ukazały się po polsku w podwójnym albumie zbiorczym. |
| 4   | Promenada Angielek (2012)     | Promenade des Anglaises (2003)   | Tomy ukazały się po polsku w podwójnym albumie zbiorczym. |
| 5   | Rowerem przez Irlandię (2013) | L'Irlande à bicyclette (2006)    |                                                           |